# نغمه آمریکایی (فیلم)
نغمه آمریکایی (انگلیسی: American Pastoral) یک فیلم جنایی درام آمریکایی به کارگردانی یوان مک‌گرگور به عنوان اولین تجربهٔ کارگردانی‌اش، و نویسندگی جان رومانو است که در سال ۲۰۱۶ منتشر شد. از بازیگران آن می‌توان به یوان مک‌گرگور، جنیفر کانلی، داکوتا فانینگ و پیتر ریجرت اشاره کرد.

## داستان
در سال ۱۹۶۸، یک مرد سختکوش که زندگی مناسبی برای خود و خانواده‌اش مهیا کرده، به سبب فعالیت‌های رادیکال سیاسی دخترش زندگی‌اش را در خطر می‌بیند و...